# Taipidon
Taipidon é um género de gastrópode  da família Charopidae.
Este género contém as seguintes espécies:
- Taipidon anceyana
- Taipidon marquesana
- Taipidon octolamellata